# Sergio Ojeda
Sergio Rodrigo Ojeda Uribe (Riachuelo, 12 de marzo de 1943) es un abogado y político chileno, militante del Partido Demócrata Cristiano (PDC). Ejerció como diputado por el antiguo distrito 55 (Osorno, San Juan de la Costa y San Pablo) entre 1990 y 2018.

## Estudios
Estudios primarios y los realizó en la Ex-Escuela N.º 5 de Osorno, estudios secundarios en Liceo de Hombres de Osorno, Estudios de Educación Superior los realiza en Universidad de Concepción, donde obtuvo el título de Abogado.

## Historial electoral

### Elecciones Parlamentarias 1989
- Elecciones parlamentarias de 1989 a Diputado por el distrito 55 (Osorno, San Juan de la Costa y San Pablo)[1]

### Elecciones Parlamentarias 1993
- Elecciones parlamentarias de 1993 a Diputado por el distrito 55 (Osorno, San Juan de la Costa y San Pablo) [2]

### Elecciones Parlamentarias 1997
- Elecciones parlamentarias de 1997 a Diputado por el distrito 55 (Osorno, San Juan de la Costa y San Pablo) [3]

### Elecciones Parlamentarias 2001
- Elecciones parlamentarias de 2001 a Diputado por el distrito 55 (Osorno, San Juan de la Costa y San Pablo) [4]

### Elecciones Parlamentarias 2005
- Elecciones parlamentarias de 2005 a Diputado por el distrito 55 (Osorno, San Juan de la Costa y San Pablo) [5]

### Elecciones Parlamentarias 2009
- Elecciones parlamentarias de 2009 a Diputado por el distrito 55 (Osorno, San Juan de la Costa y San Pablo) [6]

### Elecciones Parlamentarias 2013
- Elecciones parlamentarias de 2013 a Diputado por el distrito 55 (Osorno, San Juan de la Costa y San Pablo)[7]

El 6 de septiembre de 2017, se desató un escándalo a nivel nacional cuando diversos medios de comunicación acusaron a cerca de 40 parlamentarios, entre ellos Sergio Ojeda, por haber aceptado informes de asesoría con párrafos copiados textualmente de internet o de libros, sin dar crédito al redactor de la fuente original. Los seis informes de Sergio Ojeda que registran plagio fueron pagados $4,6 millones.

### Elecciones parlamentarias de 2017
- Elecciones parlamentarias de 2017 a Diputado por el distrito 25 (Fresia, Frutillar, Llanquihue, Los Muermos, Osorno, Puerto Octay, Puerto Varas, Puyehue, Purranque, Río Negro, San Juan de la Costa y San Pablo)[9]